# Deuterotypus aethiopicus
Deuterotypus aethiopicus är en stekelart som beskrevs av Heinrich 1967. Deuterotypus aethiopicus ingår i släktet Deuterotypus och familjen brokparasitsteklar. Utöver nominatformen finns också underarten D. a. capensis.